# Xysticus sardiniensis
Xysticus sardiniensis là một loài nhện trong họ Thomisidae.
Loài này thuộc chi Xysticus. Xysticus sardiniensis được Jörg Wunderlich miêu tả năm 1995.